# Gërdec

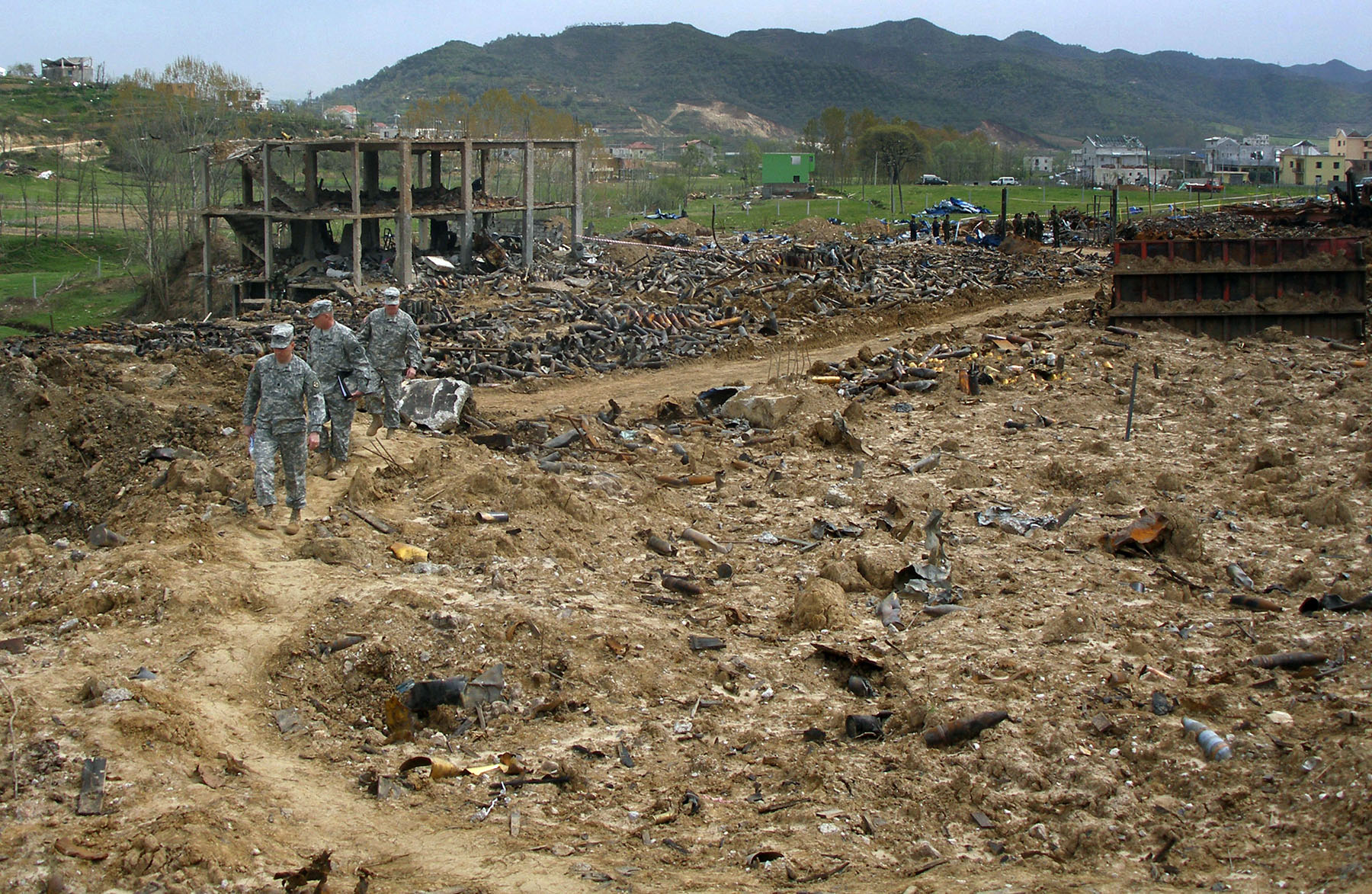
Biståndsarbetare på plats i Gërdec efter explosionerna år 2008.

Gërdec (albanska: Gërdec med böjningsformen Gërdeci) är en stad nära Tirana i Albanien. Staden ligger utmed Tirana-Durrës-motorvägen och har omkring 3 200 invånare. Nära byn ligger även Tiranas internationella flygplats Moder Teresa.

## Olycka
År 2008 inträffade en stor explosion i ett vapenmagasin i byn. Explosionen ledde till stora skador på bebyggelsen i byn och hundratals skadades.